# Pavlovce (Vranov nad Topľou)
Pavlovce (ungarisch Kapipálvágása – bis 1907 Kapipálvágás) ist eine Gemeinde im Osten der Slowakei mit 836 Einwohnern (Stand 31. Dezember 2024), die im Okres Vranov nad Topľou, einem Teil des Prešovský kraj, liegt.

## Geographie

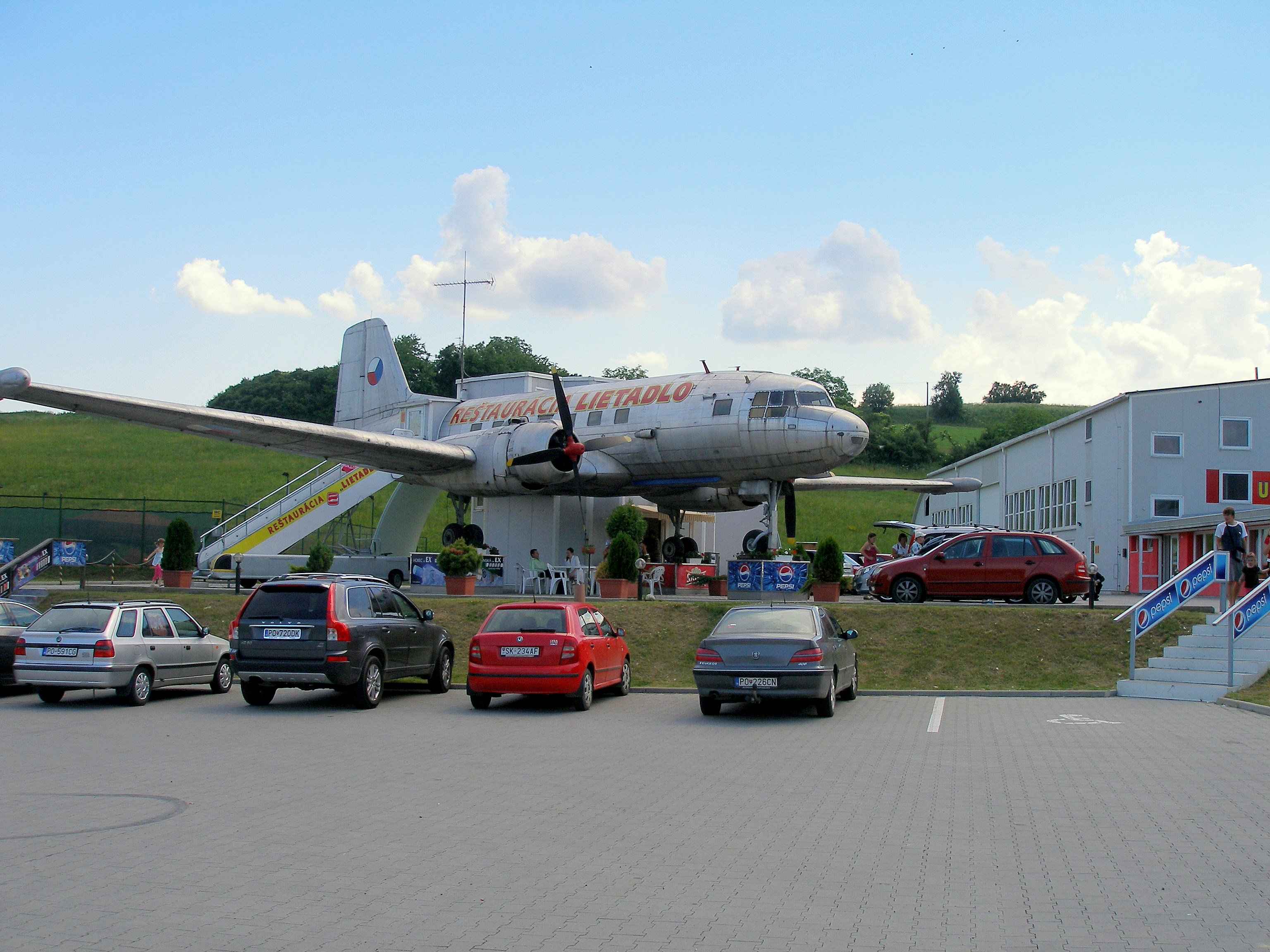
Das Restaurant "Flugzeug" (slow. Lietadlo) im Ortsteil Podlipníky

Die Gemeinde befindet sich am nordöstlichen Rand des Gebirges Slanské vrchy, im Tal des Pavlovský potok im Einzugsgebiet der Topľa. Das Ortszentrum liegt auf einer Höhe von 300 m n.m. und ist fünfeinhalb Kilometer von Hanušovce nad Topľou, 21 Kilometer von Prešov sowie 29 Kilometer von Vranov nad Topľou entfernt.
Zur Gemeinde gehört auch die Siedlung Podlipníky nordöstlich des Hauptortes.
Nachbargemeinden sind Radvanovce und Chmeľov im Norden, Medzianky im Nordosten, Hanušovce nad Topľou im Osten, Petrovce und Zlatá Baňa im Süden, Podhradík und Okružná im Südwesten, Šarišská Poruba im Westen und Lipníky im Nordwesten.

## Geschichte
Pavlovce wurde zum ersten Mal 1359 in einem Gebietsstreit zwischen den Herrschaften von Kapušany und Solivar als Paluagasa schriftlich erwähnt. 1427 sind in einem Steuerverzeichnis 25 Porta verzeichnet. Im selben Jahr kam es zur Abtrennung des Ostteils, des späteren Kecerovské Pavlovce, das bis 1944 selbständiger Ort verblieb. Der übrig gebliebene Teil war bis zum 17. Jahrhundert Besitz der Familie Kapy, im 19. Jahrhundert der Familie Ghillányi. 1828 zählte man 40 Häuser und 322 Einwohner, die als Kalkbrenner, Landwirte, Viehhalter und Weber beschäftigt waren.
Bis 1918 gehörte der im Komitat Sáros liegende Ort zum Königreich Ungarn und kam danach zur Tschechoslowakei beziehungsweise heute Slowakei.

## Bevölkerung
| Jahr                | 1994 | 2004     | 2014    | 2024    |
| ------------------- | ---- | -------- | ------- | ------- |
| Anzahl der Personen | 625  | 716      | 762     | 836     |
| Unterschied         |      | +14,56 % | +6,42 % | +9,71 % |

| Jahr                | 2023 | 2024    |
| ------------------- | ---- | ------- |
| Anzahl der Personen | 837  | 836     |
| Unterschied         |      | −0,11 % |

Nach der Volkszählung 2011 wohnten in Pavlovce 748 Einwohner, davon 723 Slowaken, 16 Roma sowie jeweils ein Magyare und Tscheche. Sieben Einwohner machten keine Angabe zur Ethnie.
481 Einwohner bekannten sich zur römisch-katholischen Kirche, 15 Einwohner zur griechisch-katholischen Kirche, 235 Einwohner zur Evangelischen Kirche A. B., fünf Einwohner zu den Zeugen Jehovas sowie jeweils ein Einwohner zur evangelisch-methodistischen Kirche und zur Pfingstbewegung; ein Einwohner bekannte sich zu einer anderen Konfession. Ein Einwohner war konfessionslos und bei acht Einwohnern wurde die Konfession nicht ermittelt.

## Bauwerke und Denkmäler
- Kapelle im neobarocken Stil aus dem Jahr 1889, 1955 vergrößert